# Mosnang
Mosnang (gsw. Moslig) – miejscowość i gmina we wschodniej Szwajcarii, w kantonie St. Gallen, w okręgu Toggenburg. 

## Demografia
W Mosnangu mieszka 2 896 osób. W 2021 roku 5,3% populacji gminy stanowiły osoby urodzone poza Szwajcarią. 

## Osoby

### urodzone w Mosnang
- Selina Büchel, lekkoatletka
- Maria Walliser, narciarka alpejska